# Leopold Fischer (Manager)
Leopold Fischer (geboren 23. März 1853 in Linden vor Hannover; gestorben 10. Juni 1927 ebenda) war ein deutscher Kaufmann, Kommunalpolitiker und Lindener Senator, Manager und Vorsteher der hannoverschen Synagogengemeinde.

## Leben
Geboren zur Zeit des Königreichs Hannover in der später selbständigen Industriestadt Linden, diente Leopold Fischer in den Jahren 1874 bis 1875 in der Preußischen Armee.
Nach seiner Verlobung 1878 mit Martha Helfft und der anschließenden Hochzeit wurde er Schwiegersohn des in Berlin tätigen Hofbankiers Moritz Helfft (gestorben 1898).
Später wurde Fischer kaufmännisch tätig und engagierte sich politisch seit 1889 im Lindener Bürgervorsteherkollegium als Schriftführer und Vertreter des dritten Bezirks. Um die Wende zum Jahr 1897 wurde er erst zum „lebenslänglichen“ Deputierten für die Stadt Linden in die Ritterschaft der Calenberg-Grubenhagenschen Landschaft gewählt und kurz darauf am 28. März 1897 zum unbesoldeten Senator Lindens.
Fischer nahm Anfang des 20. Jahrhunderts gemeinsam mit anderen bekannten Persönlichkeiten der Stadt unter anderem das Amt des Lokalvorstehers des Schüler-Unterstützungs-Vereins für die Schüler an der hannoverschen Bildungsanstalt für jüdische Lehrer wahr. Im April 1901 wurde er Mitglied des Vorstandes im Verein zur Förderung des Fremdenverkehrs in Hannover.
1902 wurde Fischer Vorsitzender der jüdischen Gemeinde, die sich in der Neuen Synagoge versammelte; das Amt übte er bis 1914 aus. Daneben war er Mitglied im Zentralkomitee des Hilfsvereins der deutschen Juden und engagierte sich ähnlich wie seine Ehefrau als stellvertretender Vorsitzender des Vereins der Israelitischen Erziehungsanstalt zu Ahlem.
Unterdessen hatte Fischer 1903 die dann nach ihm Villa Fischer benannte Villa Niemeyerstraße 12 als eigenen Wohnsitz gekauft. Er war Mitglied der in Hamburg ansässigen Freimaurerloge Ferdinande Caroline.
Neben seinen politischen und kulturellen Aufgaben stand Fischer zudem der Häute- und Fellhandlung Louis A. Fischer nahe dem städtischen Lindener Schlachthof vor. Zu Beginn des 20. Jahrhunderts übte der Großkaufmann weitere wirtschaftliche Funktionen aus, etwa als Vorstandsvorsitzender der Aachener Lederfabrik AG mit Sitz in Aachen, als Vorstandsvorsitzender der Schallplattenfabrik Schallplattenfabrik Favorite in Linden und späteren Aktiengesellschaft Favorite Record mit Sitz in Berlin, als Mitglied im Aufsichtsrat der Hannoverschen Baumwollspinnerei und -weberei sowie der Hannoverschen Straßenbahn Üstra.

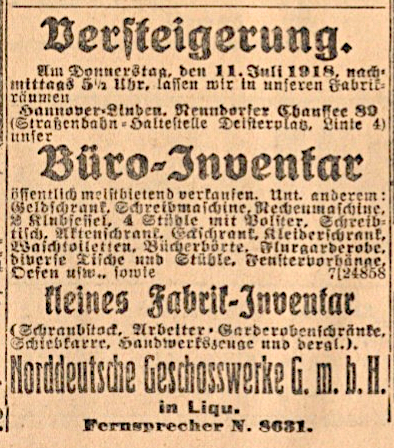
Versteigerung des Inventars der Norddeutschen Geschosswerke GmbH im Juli 1918 in der Nenndorfer Chaussee 80;
Anzeige im Hannoverscher Courier des Jahres

Nach Beginn des Ersten Weltkrieges gründete Fischer im Januar 1915 in Linden die Firma Norddeutsche Geschosswerke, ein Füllwerk für Munition. Um  Aufträge durch das Militär zu erhalten, verschaffte er sich bei dem in der Königlichen Geschossfabrik Spandau dienstverpflichteten Heinrich Nürnberger entsprechende Informationen. Wegen des Verdachts der Bestechung beziehungsweise Bestechlichkeit kamen Fischer und Nürnberger im Februar 1916 in Untersuchungshaft, wurden aber im Oktober durch das Kriegsgericht erstmals freigesprochen und erneut im Februar 1918 in der Berufungsverhandlung vor dem Oberkriegsgericht, da der Informationsaustausch im Kern ein Akt patriotischer Pflichterfüllung gewesen sei, um die Munitionsversorgung des deutschen Heeres zu verbessern.

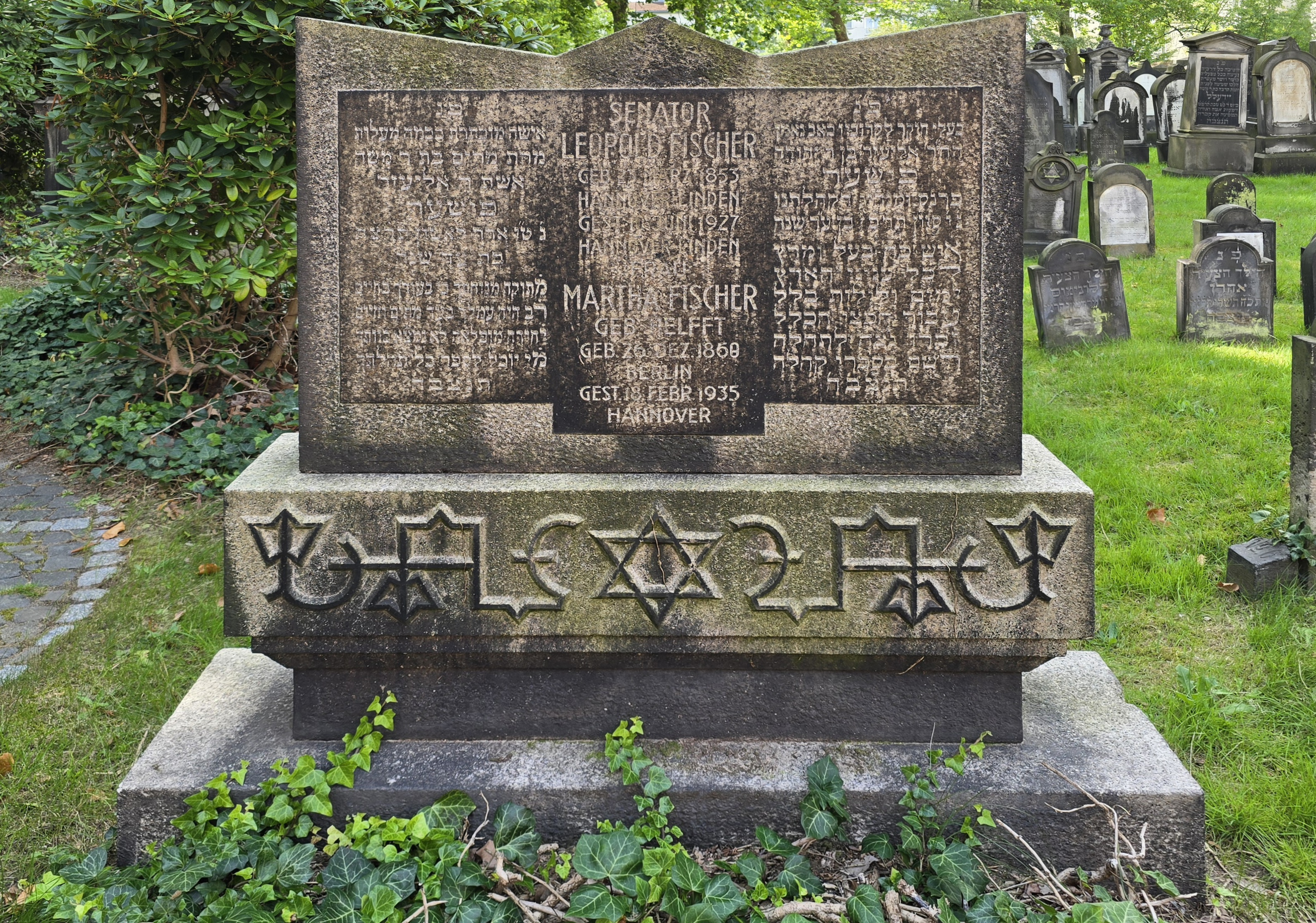
Ehrengrab für Senator Leopold Fischer und Martha, geb. Helfft, auf dem Jüdischen Friedhof An der Strangriede

Leopold Fischer wurde auf dem Jüdischen Friedhof An der Strangriede beigesetzt, wo sich sein Ehrengrab nahe der Predigerhalle erhalten hat.
Nach Fischers Tod bewohnte sein Verwandter Alfred Fischer, Prokurist in der Lindener Firma „Louis A. Fischer Rohhäute- und Fellhandlung“, die Villa in der Niemeyerstraße 12.

## Schriften
- Die „Jüdische Turnerschaft in Hannover“, in: Mitteilungen aus dem Verein zur Abwehr des Antisemitismus, Bd. 14 (1904), S. 195f.; Google-Books
- Linden sonst und jetzt. Eine Reihe von Lichtbildern mit verbindendem Text, [o. O., o. D., 1910][21]
- Handbuch für jüdische Gemeindeverwaltung und Wohlfahrtspflege (Statistisches Jahrbuch), hrsg. vom Büro des Deutsch-Israelitischen Gemeindebundes, aktualisierter Sonderdruck für die Provinz Hannover, 1913
  - Faksimile in: ASARIA. Die Juden in Niedersachsen, 1979, S. 665–676[22]

## Archivalien
Archivalien von und über Leopold Fischer finden sich beispielsweise
- im Zentralarchiv zur Erforschung der Geschichte der Juden in Deutschland als Militärpaß aus Hannover für die Zeit von 1874 bis 1875 sowie als 1911 datierte Karte mit biographischen Notizen in der Dokumentenmappe der Familie Kauffmann aus Hannover (1811–1941), Bestand B. 3/31[4]